# Alsenborn

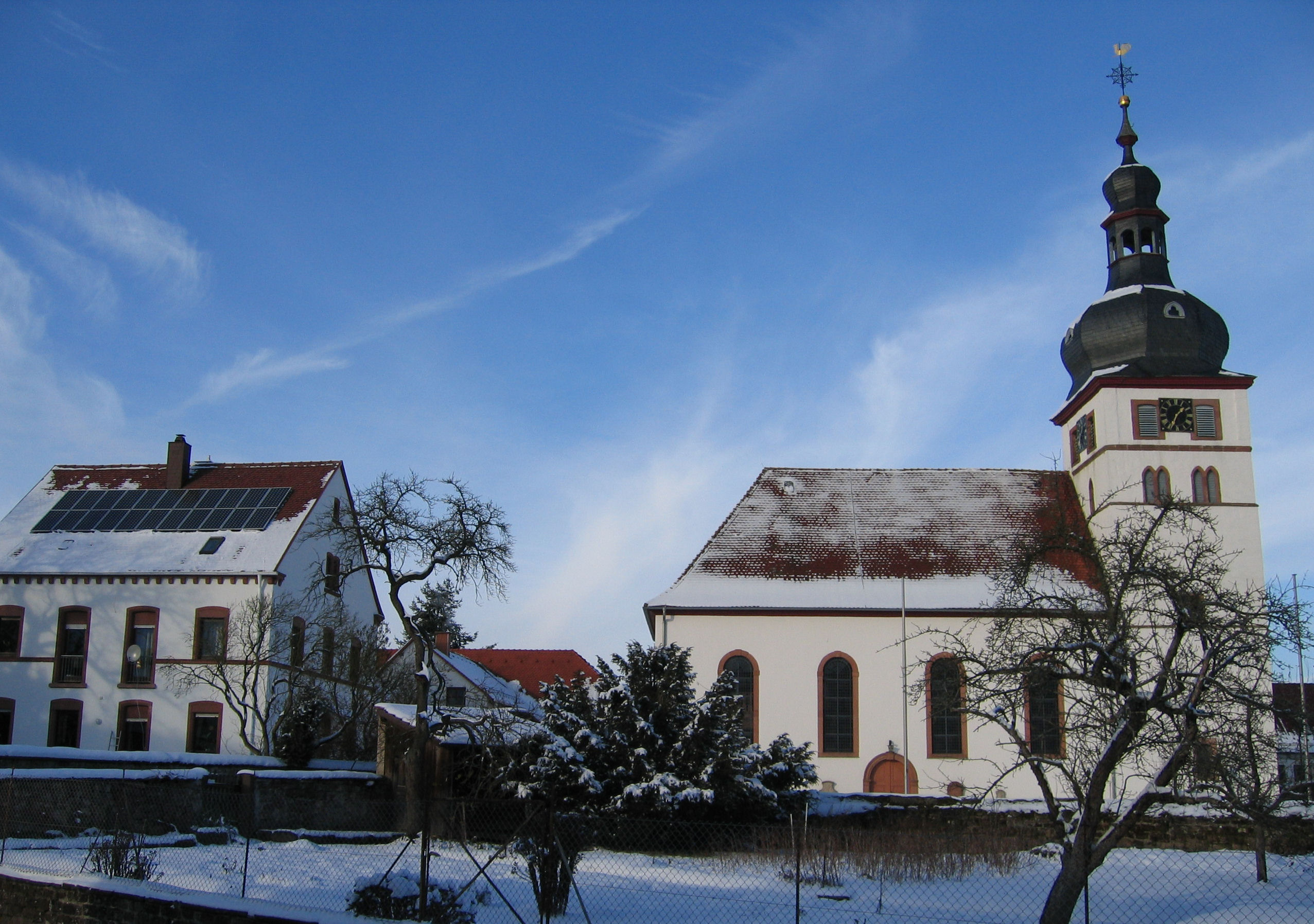
Protestantische Kirche mit Pfarrhaus

Alsenborn ist mit rund 2750 Einwohnern der kleinere Ortsteil der im rheinland-pfälzischen Landkreis Kaiserslautern gelegenen Ortsgemeinde Enkenbach-Alsenborn. Bis 1969 war Alsenborn eine selbständige Gemeinde, ehe sie im Zuge der rheinland-pfälzischen Verwaltungsreform der neu gebildeten Gemeinde zugeschlagen wurde. Überregionale Bekanntheit erlangte Alsenborn für seine Zirkustruppen, den Fußballverein SV Alsenborn, der in den 1960er Jahren um den Aufstieg in die Bundesliga mitspielte, und als Wohnort des Fußballspielers Fritz Walter, der 1954 als Kapitän der deutschen Nationalmannschaft Weltmeister wurde.

## Geografie und Geologie
Alsenborn liegt zwölf Kilometer nordöstlich der Stadt Kaiserslautern am Stumpfwald, einem Teil des Pfälzerwaldes.
Alsenborn entwickelte sich als Haufendorf im Alsenborner Becken und ist nach Westen hin mit dem Nachbardorf Enkenbach zusammengewachsen. Wohngebiete entstanden vorzugsweise entlang der Talstraße.

### Geologie
Die von Ost nach West verlaufende Alsenborner Senke ist gekennzeichnet durch mineralienarme Böden über einer Buntsandsteinschicht, die fast nur forstwirtschaftlich genutzt werden können. Die Trifels-Schichten des Mittleren Buntsandsteins wurden in zahlreichen Steinbrüchen aufgeschlossen und boten im ausgehenden 19. Jahrhundert vielen Einheimischen Verdienstquellen außerhalb der Landwirtschaft.
Die Gemarkung Alsenborns umfasst die Senke mit dem Dorf, den Feldern und Wiesen; im Süden und Osten gehören der 419 Meter hohe Schorlenberg und die Autobahn 6 dazu. Im Nordosten schließt sich der Stumpfwald mit dem Quellgebiet des Flüsschens Alsenz an. Die Wiesen entlang der Bachläufe und angewehter Löss ermöglichen Ackerbau, der allerdings wegen des rauen Klimas und der schlechten Bodenqualität nie große Bedeutung gewann.

### Bodennutzung
Die ehemalige Gemeinde Alsenborn hatte im Jahr 1965 eine Gemarkungsfläche von 1162 Hektar, die sich folgendermaßen zusammensetzte:
718 Hektar Wald (693 Hektar Gemeindewald, 25 Hektar Privatwald)
234 Hektar Ackerland
39 Hektar Wiesen
49 Hektar Ödland
48 Hektar Straßen und Wege
37 Hektar bebaute Grundstücke
9 Hektar Gewerbefläche
28 Hektar Kleingärten, Parkanlagen, Friedhof, Sportplätze
Diese Zahlen haben sich seitdem natürlich verändert, geben jedoch deutliche Hinweise auf die Bodennutzung. Auffällig ist auf jeden Fall der große Waldanteil von 61 Prozent, während lediglich 20 Prozent der Fläche Ackerland waren. Bemerkenswert ist außerdem, dass nur 3 Prozent des Waldes in Privatbesitz war. Damit hatte die Gemeinde praktisch ein Monopol auf Bauholz.

### Alte Flurnamen

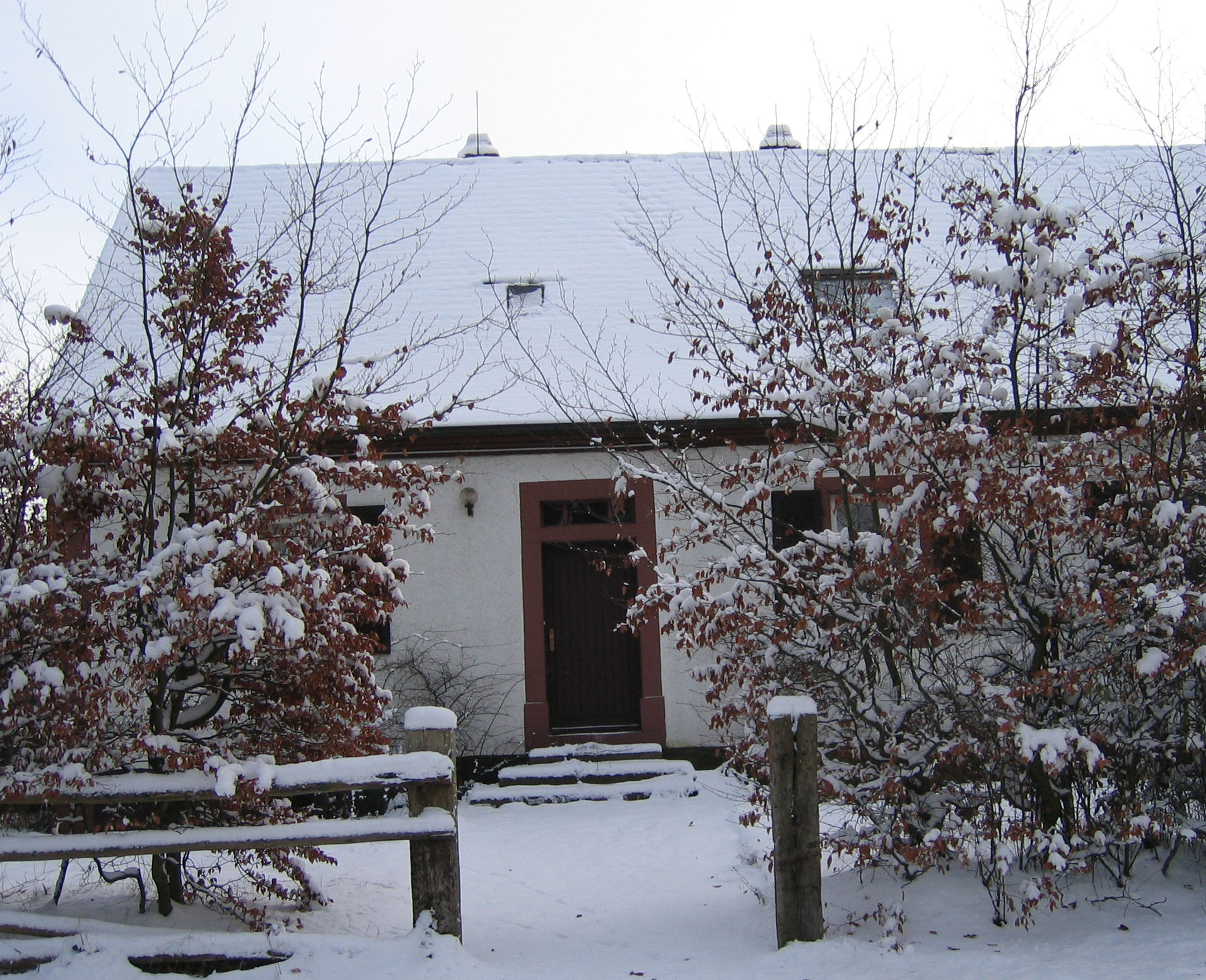
Forsthaus Schorlenberg

Alsenborn hat auch Anteil am Stumpfwald. Das Waldgebirge hieß 765 und noch 1330 mundartlich „Stamp“, 1357, 1494 und 1596 hochdeutsch „Stampf“. Erst später erfolgte die Umwandlung in „Stumpfwald“. „Stampf“ bezeichnet Geländestellen, an denen es nötig war, mit „stampfenden Schritten“ zu gehen, weil hier der Gebirgsabfall besonders steil war.
Der „Schorlenberg“ weist große und kleine Gesteinsbrocken auf, und darauf bezieht sich das „Schorl“ (vgl. Scholle) im Namen des Bergs.
Die Flurnamen „Triesch“ (auch „Driesch“) und „Trift“ benennen entweder unangebautes bewachsenes Gelände oder gehen auf das Tätigkeitswort „treiben“ zurück und wurden für alte Viehtriebwege oder Viehweiden gebraucht.
Die Bezeichnung „Bruch“ und „Bruchwiesen“ weist auf ehemaliges Sumpfgelände hin, in welches man mit den Füßen einbrach. Der Name „Dünndell“ geht auf ein ehemaliges „Tümpeltal“ zurück, in dem sich ein Tümpel an den anderen reihte.
Der Flurname „Kinderlehr“ steht weder mit „Kinder“ noch mit „lehren“ im Zusammenhang, sondern mit Bewässerungsgräben, so genannten „Kändeln“, von denen das Gelände seinen ursprünglichen Namen „Kändelerde“ hatte.

## Geschichte

### Vor- und Frühgeschichte

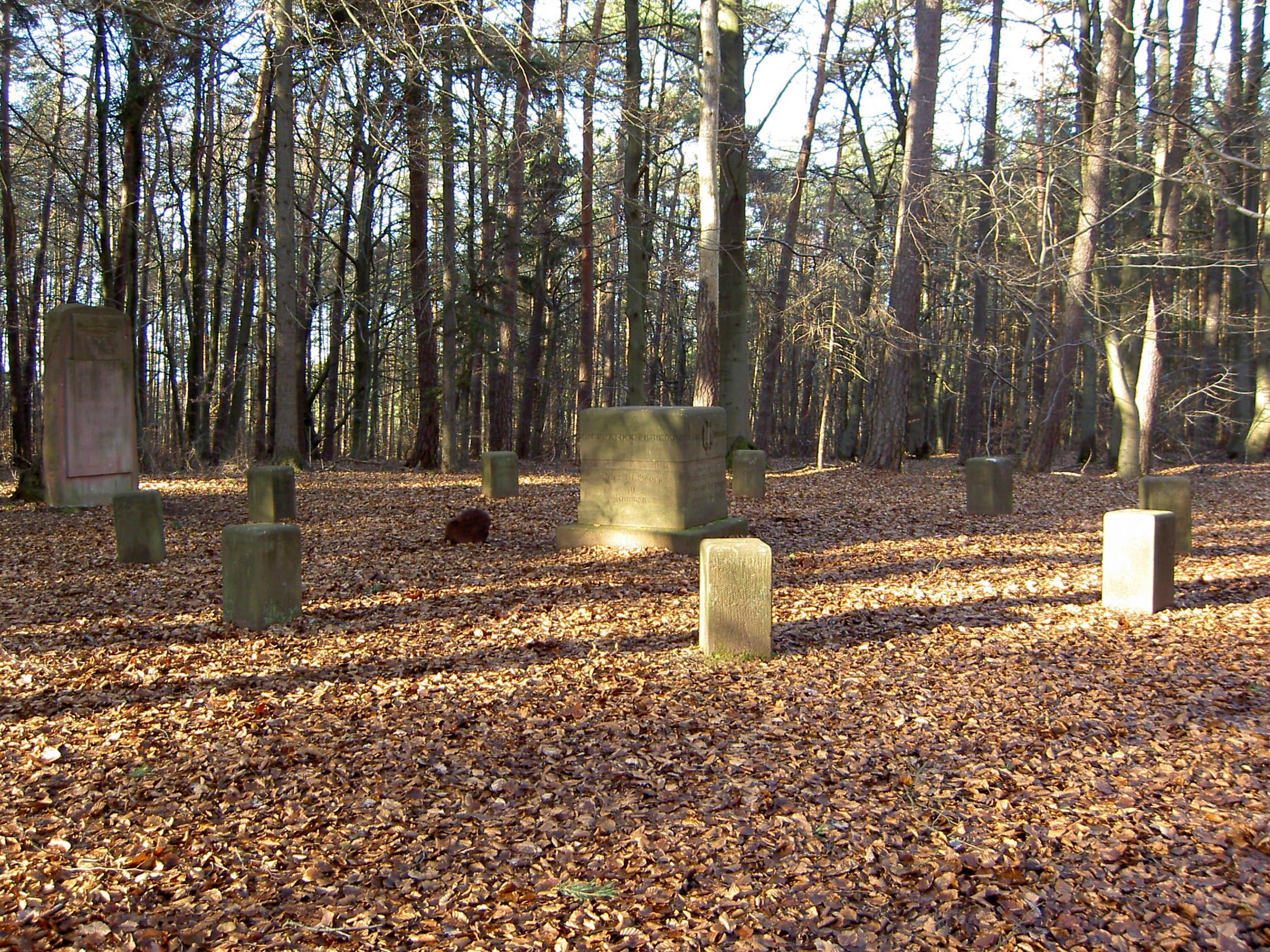
Stumpfwaldgericht

Im Alsenborner Gebiet gibt es einige prähistorische Fundstellen. Es handelt sich dabei vor allem um Einzelgräber und Gräberfelder, die bis in die Bronze- und Eisenzeit zurückreichen. Ein umfangreicher Werkzeugfund wird auf die Hallstattzeit datiert. Die Begrabenen scheinen sesshafte Menschen gewesen zu sein.
Es gibt auch Hinweise auf kriegerische Auseinandersetzungen der ursprünglich ansässigen Kelten mit den nachrückenden Germanen im 1. Jahrhundert v. Chr., in deren Folge die Kelten weiter nach Westen abgedrängt wurden.
Entscheidend für die frühe Besiedlung abseits der bevorzugten Siedlungsgebiete dürften die geschützte Lage in einer Senke sowie die Quellen gewesen sein. Gleichzeitig bedeutete die Lage an einer der wenigen Querverbindungen zum Rheintal auch Schlechtes, da sich die wichtigsten Heer- und Handelsstraßen durch das Alsenztal zogen und die Landschaft zum Durchzugsgebiet während der Völkerwanderungszeit und zum Schauplatz vieler Kriege machte.
4 Kilometer nordöstlich von Alsenborn liegt das ehemalige Stumpfwaldgericht, das angeblich schon in der germanischen oder gar keltischen Zeit eine Gerichts- oder Thingstätte war. 1933 errichtete die Gemeinde Alsenborn ein Denkmal in Form eines Ringes aus neun kleinen quaderförmigen Steinen, den Kleinen Stühlen. In der Mitte steht der Große Stuhl, ein Quaderstein, der die Aufschrift „Landgericht der Grafen vom Wormsgau und Herzöge Franken 6. – 15. Jahrhundert“ trägt. Es war eine Gerichtsstätte der Grafen von Leiningen und gehört zu den drei kaiserlichen Landgerichten im Wormsgau.

### Römerzeit

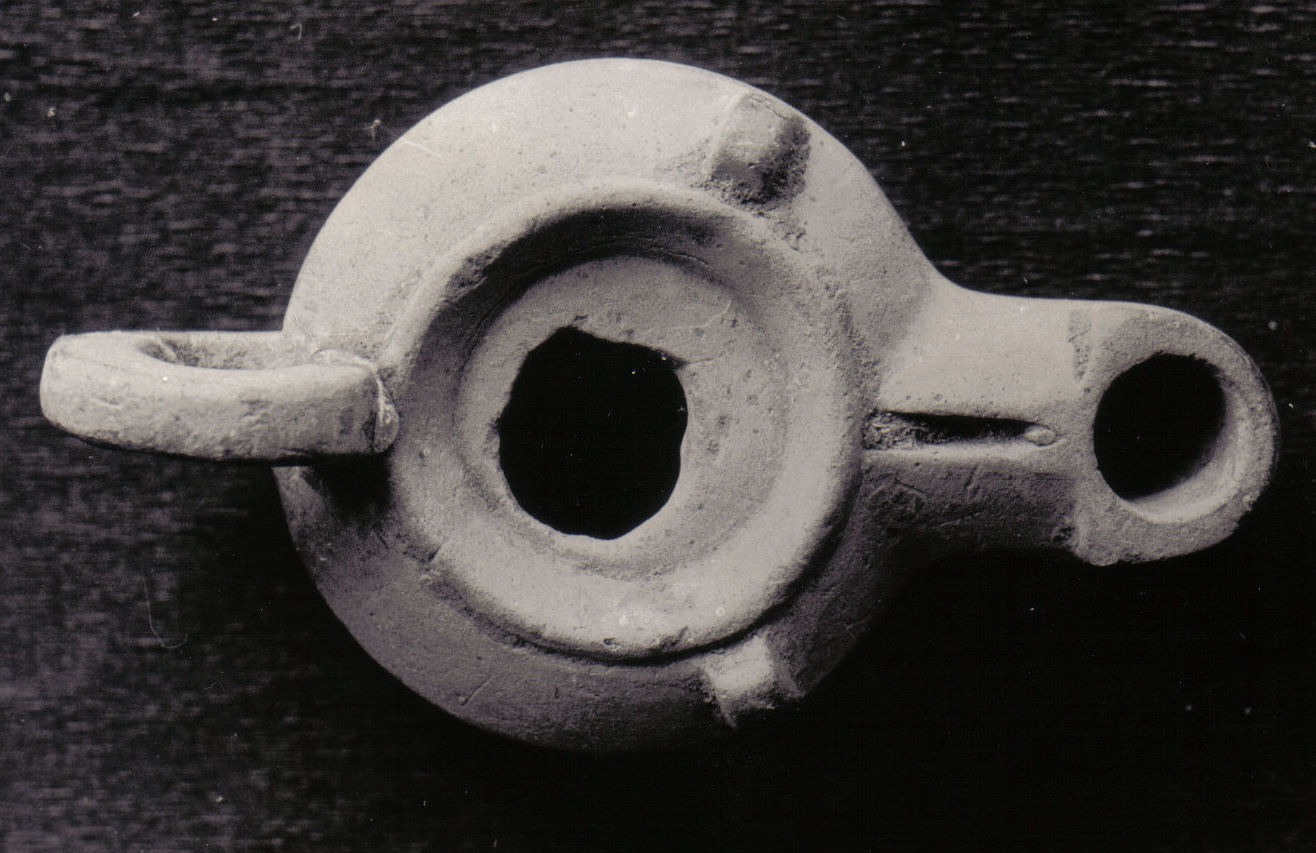
Römische Öllampe, gefunden in Alsenborn

Da die Römer die Alpen bei ihren Eroberungszügen nach Norden oft weiträumig umgingen, waren die Querverbindungen aus Gallien zum Rhein entscheidend für die Festigung der Herrschaft der Römer in Germanien.
Eine frühere Handelsstraße von Worms über Eisenberg, Alsenborn und Kaiserslautern ins Saarland könnte von den Römern übernommen worden sein. Somit lag die Alsenborner Senke im Schnittpunkt der Römerstraße zwischen den Legionslagern Metz und Mainz und der Straße, die von Worms über das für die Eisenverhüttung bedeutende Eisenberg nach Westen führte. Aus Funden innerhalb der Gemarkung schließt man darauf, dass hier ein Etappenort der Römer war. In der Alsenborner Senke wurden römische Scherben, Öllämpchen und eine Münze mit dem Bild des Kaisers Antoninus Pius gefunden.

### Mittelalter
Nach dem Rückzug der Römer verfiel das römische Straßensystem. Über die spätantike und frühmittelalterliche Besiedlung des Raumes ist wenig bekannt. Immerhin ist bekannt, dass sich nach vorübergehender Präsenz der Alemannen die Franken in Südwestdeutschland festsetzten.
In der karolingischen Zeit wird der Name Alsenborn zum ersten Mal urkundlich erwähnt, als der fränkische Herzog Nantharius dem Benediktinerinnen-Kloster Münster-Dreisen bei Kirchheimbolanden 872 das Dorf Entersweiler (heute: Kaiserslautern) und zwei Mansen Land bei Alsenborn schenkte. Er hatte dieses Kloster zusammen mit seiner Frau kurz zuvor gegründet. Das Kloster wurde später bei einem Einfall der Ungarn zerstört und anschließend aufgegeben.

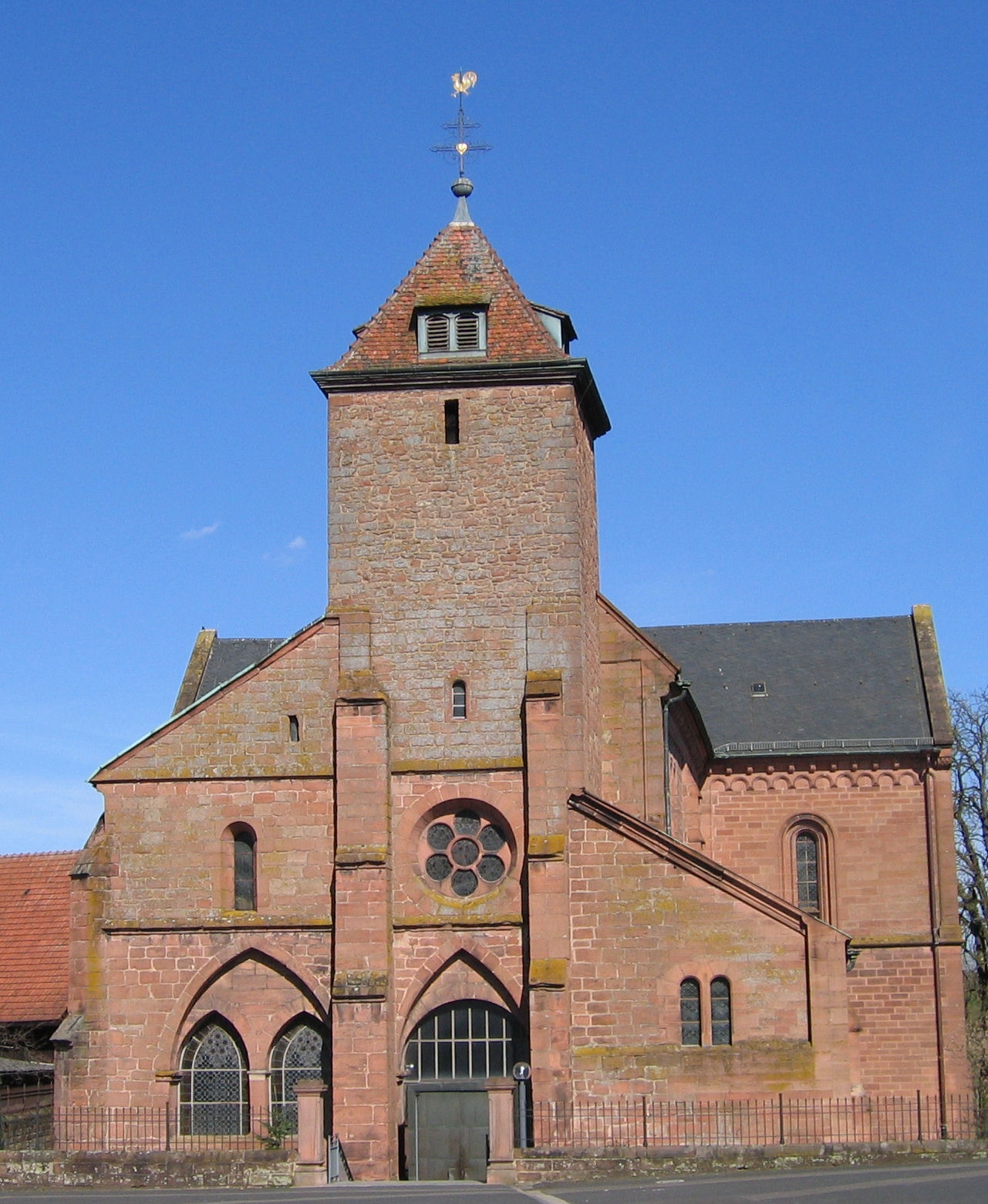
Klosterkirche Enkenbach

In der Mitte des 12. Jahrhunderts wurde in der Nähe der Alsenzquelle zur Sicherung der salisch-staufischen Herrschaft gegen den Erzbischof von Mainz und die Grafen von Saarbrücken und Leiningen eine kleine Burg errichtet. Diese Burg war Teil einer im Auftrag von Herzog Friedrich II. von Schwaben gebauten Burgenkette und wird in der Umgangssprache „Dieburg“ genannt. Sie wurde in territorialen Auseinandersetzungen um das Jahr 1200 herum zerstört. Nach Alsenborn benannte sich im 12. und 13. Jahrhundert ein später ausgestorbenes Ministerialengeschlecht.
Entscheidend für die weitere Entwicklung war die Errichtung eines Prämonstratenserinnenklosters in Enkenbach. Das Kloster wurde 1148 von Graf Ludwig III. von Arnstein und Hunfried von Alsenborn gegründet.
Durch den Bau der Klosterkirche gerieten die Enkenbacher Prämonstratenserinnen in finanzielle Schwierigkeiten. So sahen sie sich im Jahr 1420 genötigt, die Hälfte der Dörfer Enkenbach und Alsenborn für 100 rheinische Gulden an Kurfürst Ludwig III. von der Pfalz zu verkaufen.
Auch das Kloster Otterberg war im Ort begütert.

### Neuzeit

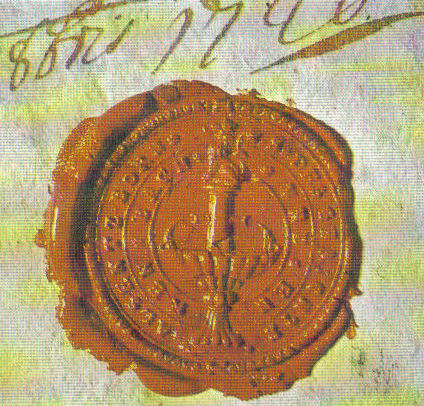
Gerichtssiegel von 1720

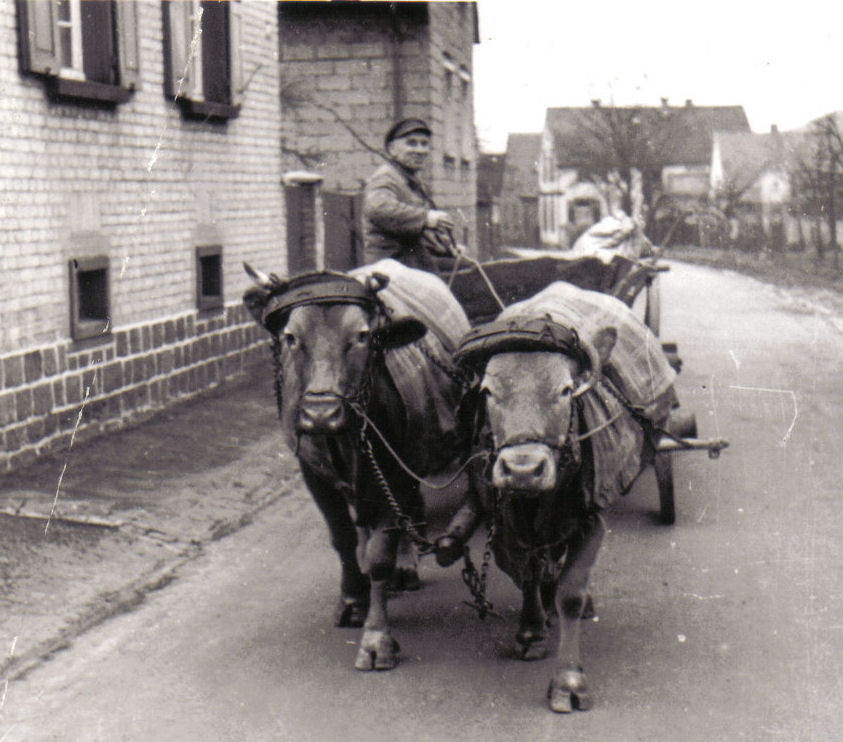
Fuhrwerk, 1956

Bis zum Ende des Dreißigjährigen Kriegs
Seit 1564 ist ein Gerichtssiegel belegt, das leicht verändert bis zum Ende des 18. Jahrhunderts in Gebrauch blieb. Das Siegel hatte die folgende Aufschrift:
S. D. G. ALSENTZBORN VND ENKENBACH
Enkenbach und Alsenborn bildeten zusammen mit den Ortschaften Morlautern, Erlenbach, Baalborn und Neukirchen ein so genanntes Büttelamt im Oberamt Kaiserslautern mit 525 Einwohnern. Aus einer Schatzungsliste aus dem Jahr 1592 kann man errechnen, dass Alsenborn damals 33 Familien, also rund 130 Einwohner hatte.
Im Dreißigjährigen Krieg besetzten spanische Truppen zwischen 1621 und 1631 die Stadt Kaiserslautern. Ab 1632 besetzten dann schwedische Truppen das linksrheinische Gebiet. Während dieser Zeit wurde die Bevölkerung durch Besetzung, Einquartierung, Zwang zum Religionswechsel und Kampfhandlungen stark in Mitleidenschaft gezogen. In Alsenborn lebten acht Jahre nach Kriegsende gerade wieder sechs Familien, also ungefähr 25 Einwohner.
Insgesamt verlor das Büttelamt während des Dreißigjährigen Krieges sieben Achtel seiner Einwohner, von sechs Ortschaften waren 1648 drei ausgelöscht.
Bis nach der Französischen Revolution
Ruhe kehrte auch nach dem Dreißigjährigen Krieg nicht ein. Nach dem so genannten Wildfangkrieg, der erst 1667 beigelegt war, musste sich Kurpfalz mit marodierenden Truppenteilen des aus Frankreich vertriebenen Herzogs von Lothringen auseinandersetzen.
Die Wiederbesiedelungspolitik des Kurfürsten Karl Ludwig führte neue Bewohner aus Frankreich, Tirol und der Schweiz nach Alsenborn, unter ihnen waren auch etliche Mennoniten.
Während des Pfälzischen und des Spanischen Erbfolgekrieges blieb der Bevölkerung wieder nur die Flucht in die Wälder oder in benachbarte befestigte Orte. Erst nach 1713 scheint wieder etwas Ruhe eingekehrt zu sein. Im Jahr 1707 hatte Alsenborn 113 Einwohner, deren Zahl sich in den nächsten ruhigeren Jahrzehnten durch Zuzüge kontinuierlich erhöhte, so dass im Jahr 1728 das erste Schulhaus in Alsenborn gebaut wurde.
Während der Revolutionskriege wurde die Bevölkerung schwer belastet durch Truppen der Franzosen, Preußen, Sachsen, Österreicher und 1815 in den Befreiungskriegen auch der Russen. Zu den Belastungen gehörten Einquartierungen, Abgaben von Lebensmitteln und Pferdefutter, Kriegskontributionen, Schatzungen und Geiselgestellungen.
Durch die Lage an den Verbindungswegen wurde das Gebiet um Alsenborn wieder Truppendurchzugsgebiet und Kriegsschauplatz. In unmittelbarer Nähe von Alsenborn fand im Rahmen der Zweiten Schlacht um Kaiserslautern die dreitägige „Schlacht um den Schorlenberg“ vom 17. bis 19. September 1794 statt. Noch heute erinnert die „Blücherschanze“ an den Erfolg Blüchers gegen die französische Moselarmee.
Bayerische Herrschaft

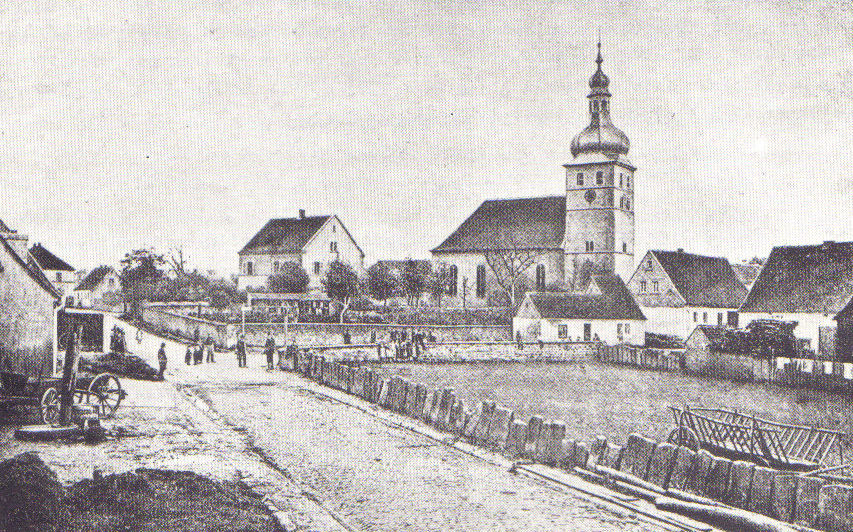
Alsenborn im Jahr 1888

Durch die Neuordnung Europas im Wiener Kongress kam die Pfalz im Jahr 1816 zu Bayern.
Nach der missglückten Revolution von 1848 und infolge der wirtschaftlichen Situation wanderten laut dem protestantischen Kirchenbuch von Alsenborn innerhalb von zehn Jahren aus Enkenbach und Alsenborn, die damals zusammen etwas über 2000 Einwohner hatten, 385 Personen aus.
Besonders wichtig war die unter der Bauleitung von Paul Camille von Denis in den Jahren 1845 bis 1849 erbaute Eisenbahn, die das Saarland mit dem Rhein verband. Durch den Bau der Alsenztalbahn wenige Jahre später war die Anbindung von Alsenborn und Enkenbach über Hochspeyer ab 1870 und ab 1875 auch über Kaiserslautern gegeben. Auch für die Forstwirtschaft war der Durchbruch mit dem Bau der Eisenbahnen gelungen. Nicht nur für den Bau der Bahnstrecken selbst wurde Holz gebraucht. Die saarländischen Steinkohlelager brauchten große Mengen an Stützholz, um die Gruben auszubauen. Der große Waldbesitz der Gemeinde wirkte sich nun für die Bevölkerung günstig aus, denn die Gemeinde brauchte keine Umlagen zu erheben.
Bis zum Ende des Zweiten Weltkriegs
Schon vor Beginn des Ersten Weltkriegs hatte die nachlassende Effizienz der Steinbrüche und damit der Anstieg der Arbeitslosigkeit zur Folge, dass doch Gemeindeumlagen erhoben wurden. Die Gemeinde musste nun auch noch Kriegsanleihen zeichnen und verlor einen großen Teil ihres Vermögens.
Zwar war die Gemeinde 1919 noch in der Lage, die Elektrifizierung durch das Alsenzwerk in Angriff zu nehmen, das Inflationsjahr 1923 ruinierte die Gemeindefinanzen jedoch endgültig. Ein großer Teil der Bevölkerung wandte sich mangels anderer Verdienstmöglichkeiten dem Hausierhandel zu. Rund ein Sechstel der Alsenborner Bevölkerung ernährte sich in diesen Jahren durch das ambulante Gewerbe. Alsenborn hatte im Jahr 1925 1544 Einwohner, von denen etwa 75 Personen einen Wandergewerbeschein beantragten. Davon gehörten acht dem Schaustellerberuf an. Die anderen handelten vorwiegend mit Kurzwaren und Wäsche. Alsenborn hat aus dieser Zeit den Ruf eines „Artisten- und Hausiererdorfes“.
Die politischen Veränderungen kündigten sich am 7. Dezember 1932 an, als sich im Gemeinderat eine „Volksgemeinschaft“ bildete, die gegen den amtierenden Bürgermeister vorging. Dieser trat dann mit sechs Gemeinderäten am 13. März 1933 zurück. Der Ortsgruppenleiter der NSDAP wurde ständiger Gast der Gemeinderatssitzungen. Als erste Arbeitsbeschaffungsmaßnahme des neuen Regimes fiel vor allem der Bau der Reichsautobahn zwischen Mannheim und Saarbrücken ins Gewicht.
Der Zweite Weltkrieg kostete 134 Bürger von Alsenborn das Leben. Am 20. März 1945 rückte eine amerikanische Vorhut ein. An diesem Tag gab es noch Kampfhandlungen, da in Ortsnähe schwere Flak in Stellung lag.
Seit dem Zweiten Weltkrieg
Am 21. April 1945 eröffnete der Bürgermeister, der 1933 hatte zurücktreten müssen, die erste Nachkriegsgemeinderatssitzung. Die katastrophale Ernährungslage der Nachkriegsjahre wirkte sich für die Gemeinde Alsenborn besonders schwerwiegend aus, da sie als „Landgemeinde“ geführt wurde und damit weniger Zuschüsse erhielt als eine „Stadtgemeinde“. Alsenborn hatte 1948 aber als Industriedorf mit zirka 1700 Einwohnern 89,9 Prozent Arbeiter als Erwerbstätige.
Der Wiederaufbau und der Bevölkerungszuwachs setzte nach der Währungsreform ein. Im Jahr 1965 hatte Alsenborn bereits 2505 Einwohner gegenüber 1706 im Jahr 1939.
Im Zug der Verwaltungsreform wurde Alsenborn am 7. Juni 1969 mit Enkenbach zur Gemeinde Enkenbach-Alsenborn zusammengeschlossen. Da dieser Zusammenschluss von der Bevölkerung nicht erwünscht war, wurde die Zusammenlegung durch das 13. Landesgesetz über die Verwaltungsvereinfachung im Lande Rheinland-Pfalz verfügt. Die Alsenborner fürchteten vor allem, ihr eigenständiges Profil zu verlieren. Diese Befürchtung verstärkte sich noch, als der Gemeinderat Enkenbach dafür plädierte, die gemeinsame Gemeinde „Enkenbach“ zu nennen. Nach Meinung der Alsenborner war ihr Ort wesentlich bekannter und um Jahrhunderte älter. Verärgert über diese Namensgebung wurde sogar ein Antrag auf Eingemeindung nach Kaiserslautern erörtert.
Die Einigung auf den Doppelnamen Enkenbach-Alsenborn beruhigte die Gemüter wieder. Aber einige Verwaltungsakte, wie etwa die Umbenennung von gleichnamigen Straßen und der Bau der Verbandsgemeindeverwaltung in Enkenbach sorgten für neue Verstimmungen zwischen den beiden Dörfern. Eine gemeinsame Identität ist noch nicht vorhanden.

### Ortsname

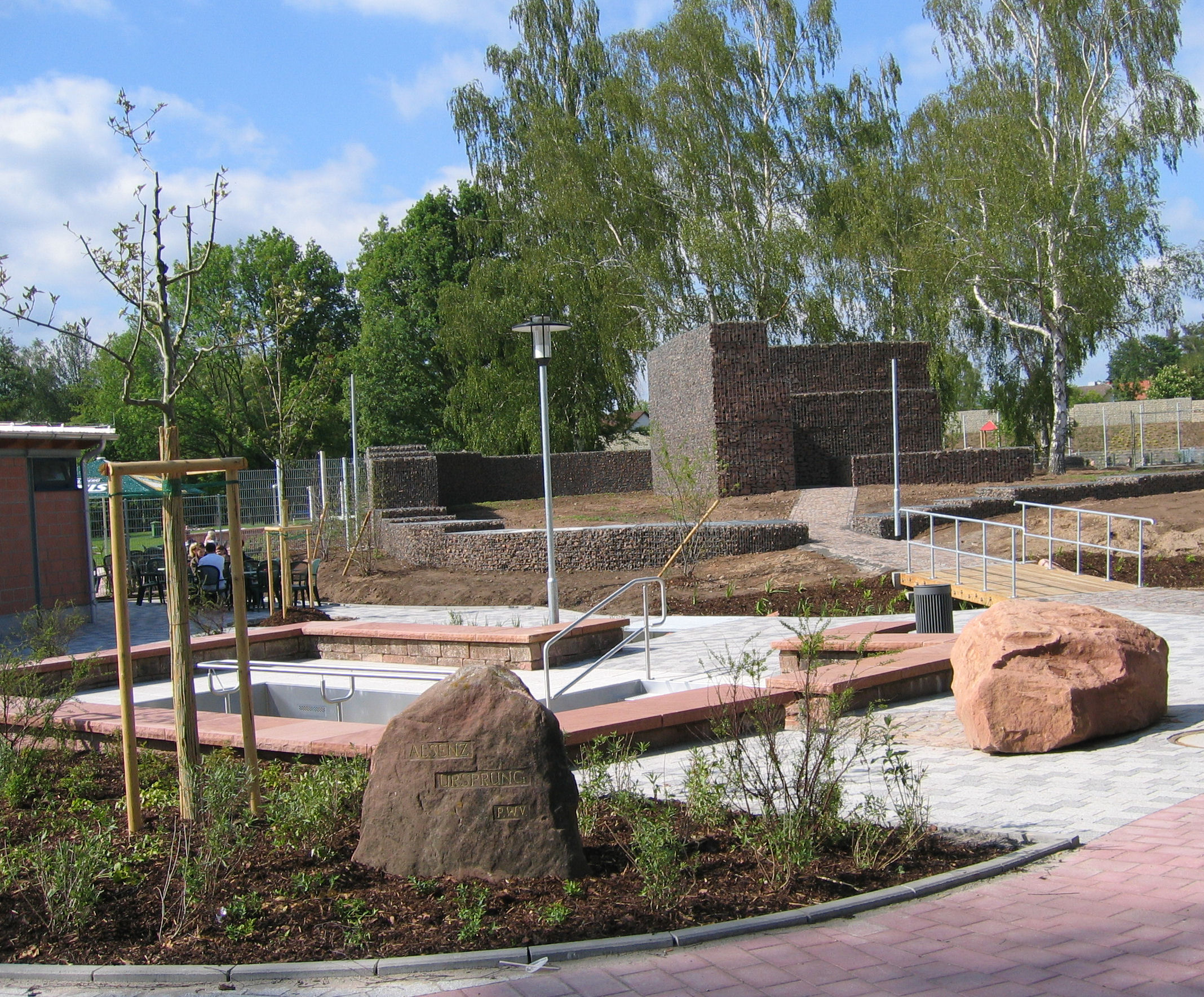
Alsenzquelle im Alsenborner Schwimmbad

Der Dorfname Alsenborn war ursprünglich ein Flurname für die Quelle der Alsenz und entwickelte sich aus dem alten Wort „Alsenzbrunne“, wobei sich der zweite Namensteil von „-brunne“ zu „-born“ wandelte. Das Flüsschen Alsenz hieß ursprünglich auf Lateinisch Alis'ontia. Die Endung -ontia geht auf das lateinische alisa zurück und ist etymologisch verwandt mit dem altdeutschen arila, das sich in das heutige Wort Erle verwandelte. Da die Alsenz ihren Namen von den an ihren Ufern wachsenden Erlen hat, bedeutet der Name Alsenborn also „Erlenquelle“.
Alsenzbrunne (865)
Alsenceburnen (1148)
Alsenburne (1273)
Alsentzborn (1321)
Alsenborn (1551).

## Wappen
Im Wappen der Gemeinde Enkenbach-Alsenborn steht für den Ortsteil Alsenborn der goldene Brunnen, mit der Brunnensäule und den zwei Röhren mit fließendem silbernen Wasser sowie dem linkshin gekehrten goldenen Löwen auf der Spitze.
Das ehemalige Wappen Alsenborns zeigt in Blau einen goldenen Brunnen, aus dessen Becken sich eine Säule erhebt, auf der ein goldener Löwe sitzt. Aus zwei Röhren läuft links und rechts Wasser in die Brunnenschale.

## Religion
Alsenborn war schon im Mittelalter Pfarrort mit Enkenbach als Filiale. Das Patronatsrecht der Pfarrkirche (Sankt Vitus) war im Besitz der Wartenberger und wurde von diesen weiterverlehnt. 1273 gelangte das Pfarrsatzrecht an das Kloster Enkenbach.
In der Mitte des 16. Jahrhunderts wurde Alsenborn protestantisch; doch im Dreißigjährigen Krieg begann eine Rekatholisierung des Dorfes, auf die nach dem Abzug der Spanier wieder eine lutherische Bekehrungswelle folgte. 1698 wurde die katholische Pfarrei Alsenborn als „Pastorat“ neu gegründet. Die protestantische Kirche war damals Simultaneum. Bis 1706 wurde von Alsenborn aus auch Enkenbach betreut; dann wurde der Pfarrsitz nach Mehlingen verlegt und 1708 nach Enkenbach zur Klosterkirche.
Im Jahr 1707 zählte man in Alsenborn unter 113 Einwohnern 78 Reformierte, 29 Katholiken und 6 Lutheraner. Im Nachbarort Enkenbach waren von 78 Einwohnern 58 Reformierte, 8 Katholiken und 12 Lutheraner. (Rund 260 Jahre später waren es 80 % Protestanten, 18 % Katholiken und 2 % Sonstige, d. h. Mennoniten, Neuapostolische und Konfessionslose.)

### Peterstag
Im Jahr 1776 brach in Alsenborn und Enkenbach eine Viehseuche aus, an die heute der am 22. Februar von allen Konfessionen begangene Peterstag oder „Viehfeiertag“ erinnert.
In der Chronik der Gemeinde Mehlingen steht dazu:

„Das Jahr 1776 wird für die Kreisdörfer, wie auch für Enkenbach und Alsenborn von einem großen Unglück überschattet. Gegen Ende des Jahres brach unter dem Klauenvieh eine furchtbare Seuche aus, die auch auf die Nachbardörfer übergriff. Ein Stall nach dem anderen wurde von der Krankheit erfasst und die Tiere verendeten. Kein Mensch wusste Rat. In der höchsten Not flehten die Menschen zu Gott, dass er das Unglück wenden möge. Das Wunder geschah, aber es war nur noch eine Kuh am Leben. In Neukirchen und Enkenbach heißt danach eine Straße ‚Kuhgasse‘. Die Bürger gelobten, den Tag der Wende, es war der 22. Februar 1777, der St. Peterstag, jedes Jahr feierlich mit Kirchgang zu begehen, was sie treulich hielten bis auf den heutigen Tag. An diesem Tag wird nicht gearbeitet und die Kinder haben schulfrei.“

### Protestanten
Die protestantische Kirchengemeinde gehört innerhalb der Evangelischen Kirche der Pfalz zum Protestantischen Kirchenbezirk Winnweiler.
Die Alsenborner Protestanten beteiligten sich unter Führung ihres Pfarrers Karl-Georg Faber am Hambacher Fest des Jahres 1832. Aus Enttäuschung über das Scheitern des Verfassungsgedankens wanderten dann viele aus und folgten damit den beiden bekannten Alsenbornern, dem reformierten Theologen Johann Peter Müller und Andreas Schreiber. Johann Peter Müller war Sohn des Alsenborner Pfarrers und gelangte in Pennsylvania als Prior des Klosters Ephrata zu Bedeutung.

### Katholiken
Die katholische Pfarrei Enkenbach-Alsenborn wurde von Patres des Franziskaner-Klosters in Kaiserslautern versorgt. Sie wechselten häufig und wohnten nur vorübergehend im Dorf, nachdem seit 1699 eine Stube im reformierten Pfarrhaus für sie bereitgestellt werden musste. Nach den Kriegsjahren 1688/1698 kam es zur Wiedererrichtung der katholischen Pfarrei Enkenbach-Alsenborn.
Ein neuer Anfang für die Katholiken in Alsenborn fand während der Gebietsmission „Rund um Kaiserslautern“ im November des Jahres 1962 statt. Jetzt machten sich die Katholiken in Alsenborn wieder Gedanken über einen Kirchenbau. Bis dahin mieteten sie einen Wirtshaussaal an. Die neue Alsenborner Josefskirche wurde dann am 7. Dezember 1969 von Bischof Friedrich Wetter geweiht. Bemerkenswert ist, dass der erste katholische Pfarrer in Alsenborn, Eckehart Breiding, ein konvertierter ehemaliger protestantischer Pfarrer war, der bei Dienstantritt verheiratet war und bereits drei Kinder hatte. Am Ende seiner Dienstzeit hatte er acht Kinder, fünf mehr als sein protestantischer Amtsbruder, für den der Zölibat nicht galt.

## Sehenswürdigkeiten und Kultur

### Bauwerke

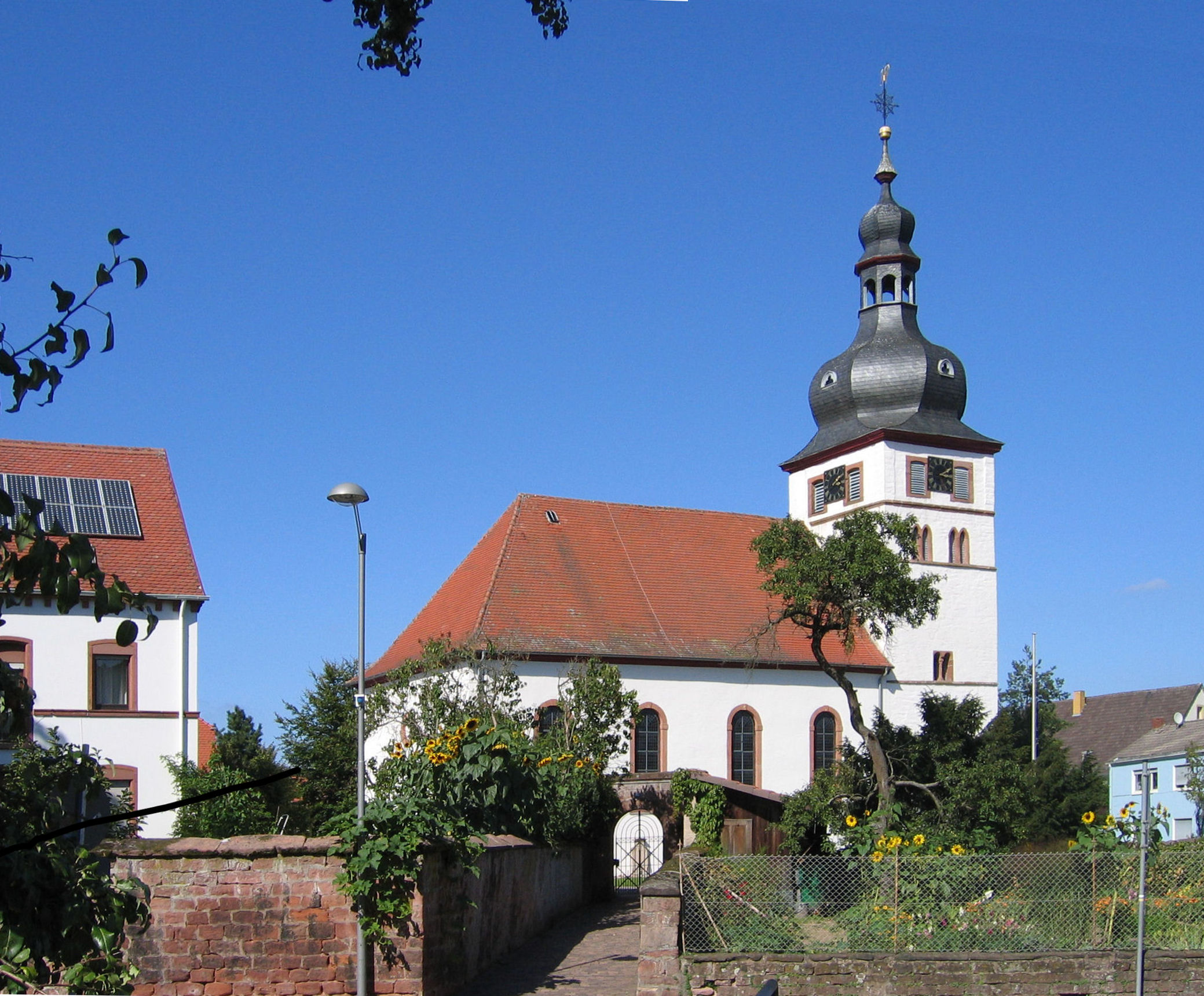
Protestantische Kirche
Die Protestantische Kirche wurde in ihrer heutigen Gestalt im Jahr 1733 erbaut und 1964 renoviert. Kunsthistorisch wertvoll ist vor allem das Untergeschoss des Turms. Bei Restaurierungsarbeiten im Jahr 1964 wurden dort mittelalterliche Fresken in Fresco-Secco-Technik aus der Mitte des 13. Jahrhunderts freigelegt, die bis dahin unter Putz lagen.
Katholische Kirche St. Josef

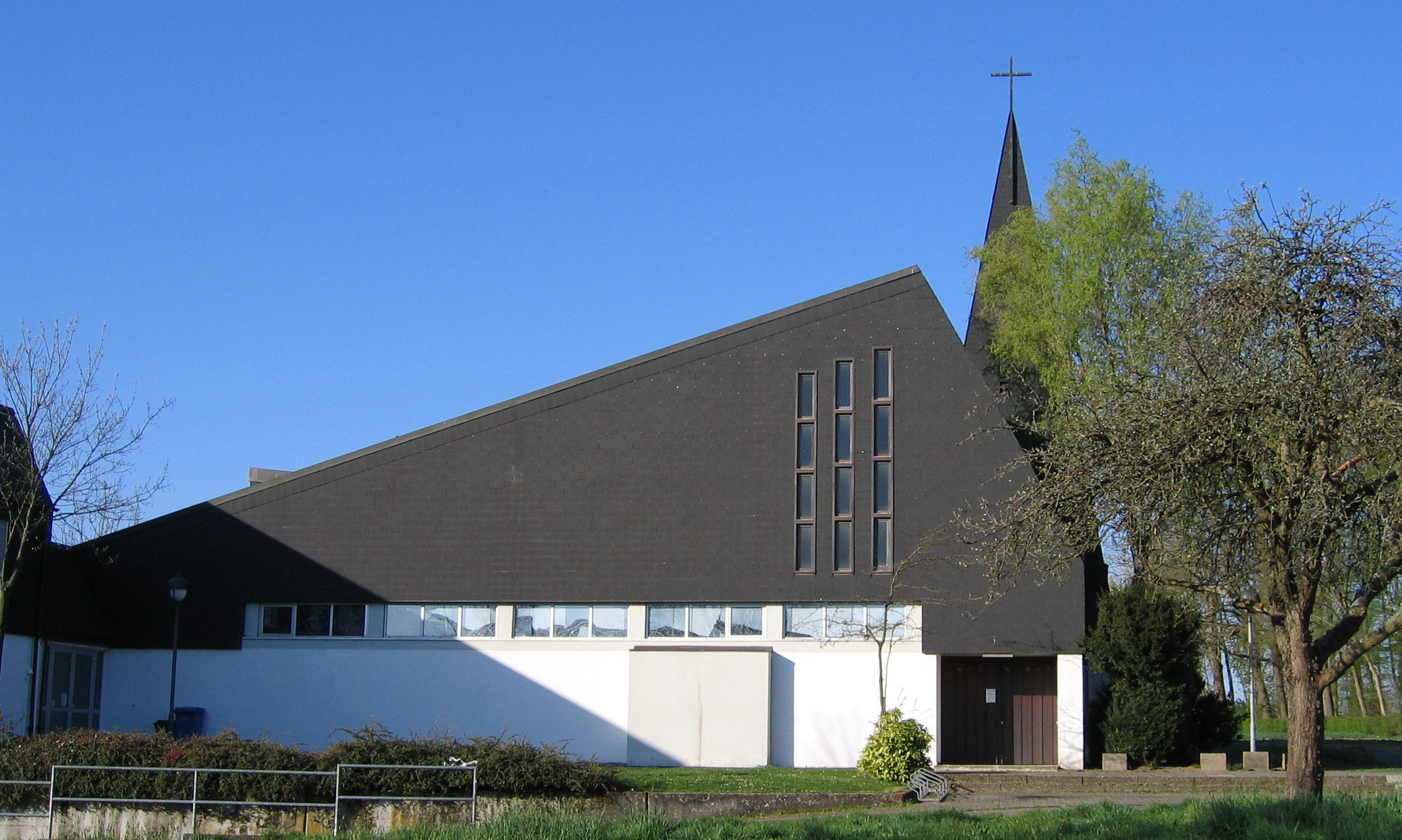
Katholische Kirche

Die katholische Josefskirche wurde am 7. Dezember 1969 von Bischof Friedrich Wetter geweiht. Sie hat 290 Sitzplätze auf einem nahezu quadratischen Grundriss. Vorherrschende Bauelemente sind Beton und Holz. Die Faltdecke ist mit nordischer Fichte verkleidet. Auf einen Turm wurde bewusst verzichtet und stattdessen ein Glockenträger aus Holz errichtet. Das Dach der Kirche und des Pfarrhauses ist mit schwarzen Schindeln verkleidet. Architekten waren Wilhelm Schulte II. und Hubert Schulte.
Burgruine
Östlich vom alten Ortskern Alsenborn an der Alsenzquelle befindet sich die Ruine der ehemaligen Alsenborner Burg, von der noch ein 45 bis 50 Meter breiter und rund 3 Meter hoher Hügel erhalten ist. Es sind zum Teil noch Spuren unsachgemäßer Ausgrabungen und Abtragungen des 19. und 20. Jahrhunderts erkenntlich. Bei der Burg handelte es sich um eine im sumpfigen Wiesengelände errichtete Turmhügelburg oder Motte. Die Anlage bestand aus einer als fünffach gebrochenes Polygon angelegten Ringmauer, in deren Mitte ein Wohnturm stand. Der Innendurchmesser der Ringmauer betrug etwa 27 Meter und hatte eine Stärke von 1,50 Meter.
Zirkusmuseum
In der Ortsmitte Alsenborns befindet sich das so genannte Bajasseum, ein kleines Zirkusmuseum, das an die Zeit der Artisten im Ort erinnert.
Fritz Walter-Haus
Am 20. Mai 2004 wurde das Anwesen von Fritz Walter und seiner Frau der Öffentlichkeit bis 2018 zugänglich gemacht.

### Lebenspfad

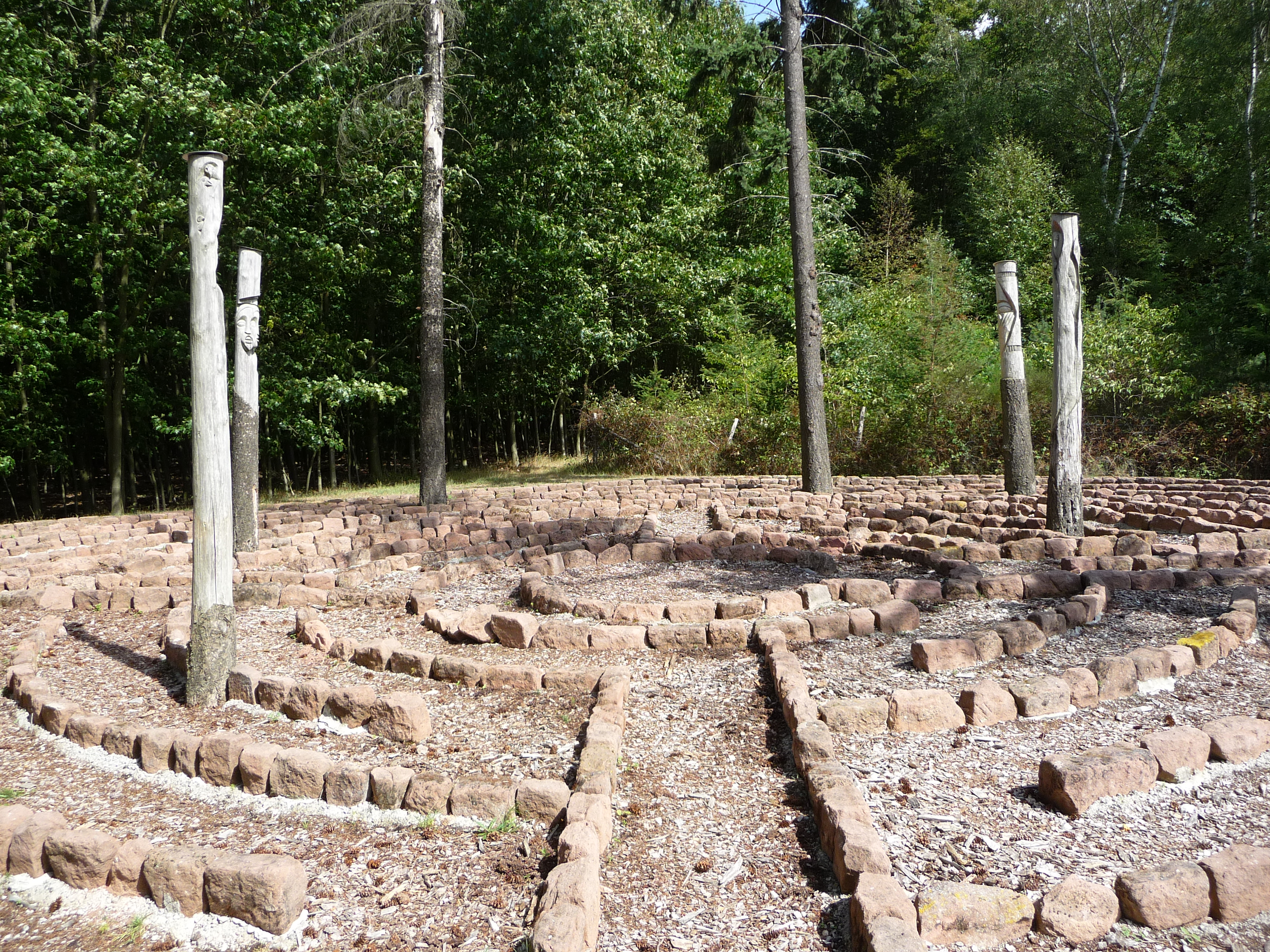
Labyrinth am Lebenspfad

Ausgehend von der Quelle der Alsenz am Schwimmbad wurde gemeinsam von der katholischen Pfarrgemeinde und der protestantischen Kirchengemeinde Alsenborn ein etwa 4,5 Kilometer langer Rundweg gestaltet. Er führt weitgehend durch den Wald und endet mit der 12. Station an der protestantischen Kirche.

### Schulwesen

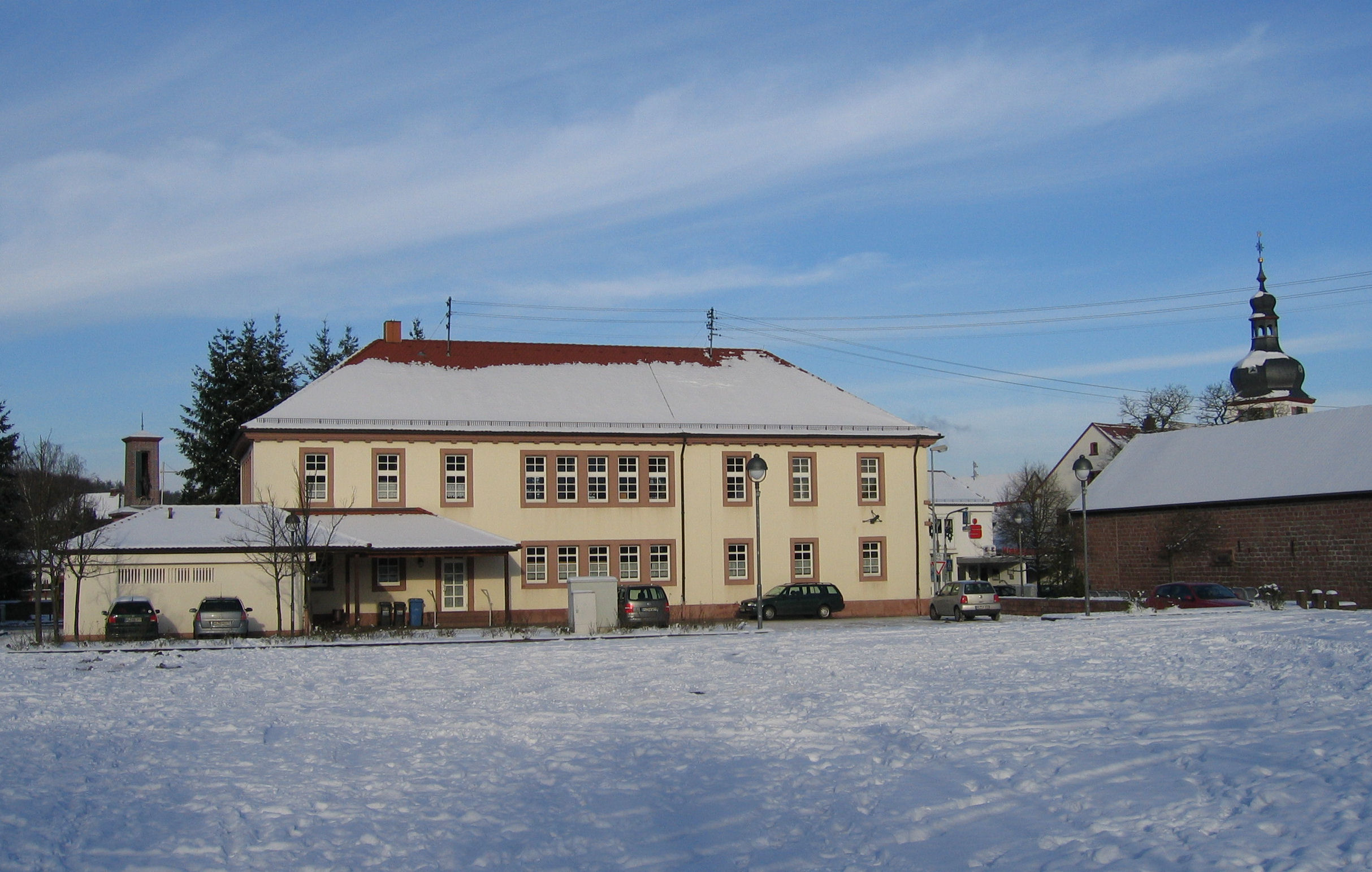
Alte Schule

Bereits im Jahr 1698 hatte Pfarrer Agricola ein behördliches Schreiben bekommen, dass es seine Pflicht sei, die Schule in seiner Pfarrei mitzuversehen. Doch Pfarrer Agricola wehrte sich gegen eine derartige Zumutung: seine Vorgänger hätten höchstens freiwillig dann und wann Schule gehalten. Bei der großen Ausdehnung seiner Doppelpfarrei habe er gar keine Zeit dazu. Eher könne man das Schulamt dem Glöckner übertragen.
Agricolas Argumentation scheint überzeugt zu haben und er wurde nicht mehr weiter gedrängt. Obwohl er im Vorjahr seine Unterrichtsverpflichtung kategorisch abgelehnt hatte, ließ Agricola im Jahr 1699 aus eigenem Antrieb die Oberstube des Pfarrhauses für Schulzwecke herrichten. Aber erst im Jahr 1728 wurde das erste Schulhaus gebaut, das 56 Schüler besuchten. 1820 wurde eine zweite protestantische Lehrerstelle eingerichtet und 1823/24 ein neues Schulhaus mit zwei Sälen und zwei Wohnungen erbaut. Eine katholische Schulstelle wurde erst im Jahr 1842 genehmigt.
Die Einhaltung der Schulpflicht war später erschwert bei den Kindern der in Alsenborn ansässigen Artisten. Der regelmäßige Schulbesuch ihrer Kinder war aber eine Voraussetzung für die Ausstellung des Leumundszeugnisses seitens der Ortsbehörde und zur Erlangung des Gewerbelegitimationsscheines. Wenn die Kinder dennoch ihre Eltern begleiteten, mussten sie nach Rückkehr ein Nachweisbuch vorlegen, aus dem hervorging, wie lange sie unterwegs die Schule besucht hatten. Hatten sie zu wenig Nachweise, so wurden den Eltern „Schulversäumnisstrafen“ auferlegt. Was Alsenborn betraf, hatte sich 1882 die Lokalschulbehörde offiziell beim Bezirksamt Kaiserslautern über den mangelnden Schulbesuch beschwert. Eine Benachrichtigung des Bezirksamts verpflichtete den Bürgermeister, innerhalb von 14 Tagen über die Benachrichtigung der betreffenden Künstler Meldung zu machen.
Unwissenheit der Eltern über die Schulpflicht konnte auch nicht vorliegen, denn beim Antrag auf einen Gewerbelegitimationsschein wurden sie darauf hingewiesen, dass Kinder im Gewerbebetrieb nicht verwendet werden dürfen und die Schule besuchen müssten. Mildernd wirkte es sich aus, wenn Eltern ihren Kindern nach der Rückkehr Privatunterricht erteilen ließen oder sie in der Fremde in die Schule geschickt hatten. Die Behörden wollten den schulpflichtigen Artistenkindern eine Minimalausbildung zukommen lassen, die ihnen ein normales Leben ermöglichen sollte und wollten vermutlich auch gegen Kinderarbeit vorgehen.

### Vereinsleben
Der Gesangverein Alsenborn e. V. wurde am 5. Mai 1868 als reiner Männerchor gegründet, erst im Jahr 1975 kam der Frauenchor dazu. Der Gesangverein pflegt Kontakte im In- und Ausland, sodass er durch viele Gastauftritte überregional bekannt ist.
Das Alsenborner Akkordeonorchester wurde 1960 als Abteilung des Gesangvereins Alsenborn gegründet und entwickelte sich durch gezielte Nachwuchsschulung zu einem Orchester, das überregional bekannt wurde. Es unternimmt Konzertreisen nach Italien, Großbritannien, Frankreich, in die Niederlande, Österreich, Tschechien, in die Schweiz und nach Ungarn. Außerdem spielte es bereits mehrere Rundfunkproduktionen ein.
Der Turnverein Alsenborn wurde im Jahr 1903 als Radfahrverein Alsenborn gegründet und später auf Wunsch mehrerer Mitglieder in einen Turnverein umgewandelt. 1946 wurde der Verein auf Anordnung der Besatzungsmacht aufgelöst und am 25. Mai 1946 neu gegründet.

## Wirtschaft und Verkehr

### Wirtschaftsstandort
Alsenborn zählt in Rheinland-Pfalz als Unterzentrum. Zu den Funktionen eines Unterzentrums gehört in erster Linie die Versorgung der Einwohner mit „qualifiziertem, häufig wiederkehrenden örtlichen Bedarf“.

### Straßenverkehr

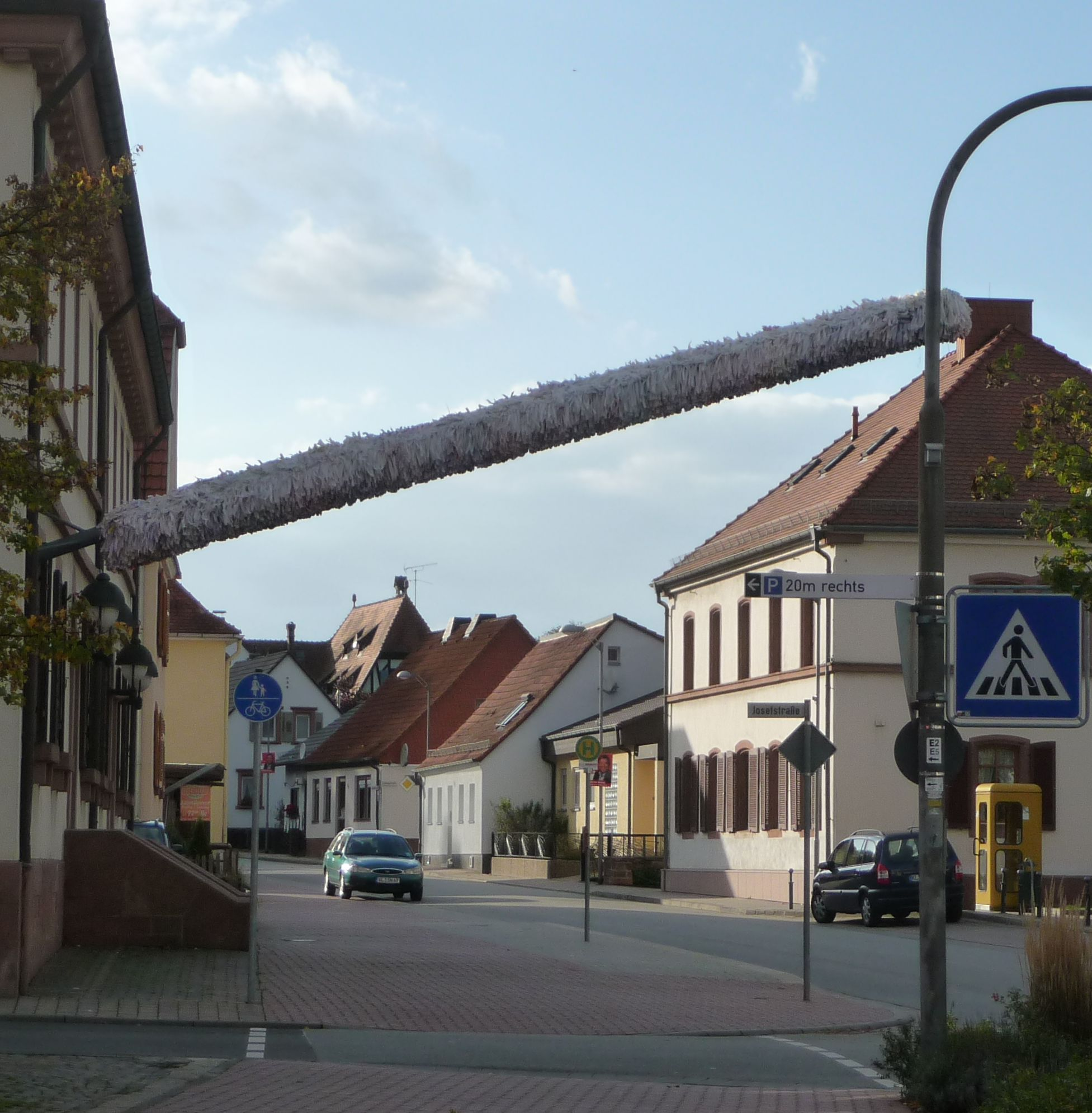
Landesstraße 395 innerhalb von Alsenborn

Alsenborn liegt an der Bundesautobahn 6, einer der wichtigsten Ost-West-Verbindungen Deutschlands. Es lag aber schon in historisch weit entfernten Zeiten an einem bedeutenden Ost-West-Verbindungsweg.
Das Großraumgebiet um Kaiserslautern ist seit ältester Zeit ein Durchgangsland. Alte Verkehrswege durchkreuzen es von allen Himmelsrichtungen. Als die Römer ins Rheinland vorrückten, übernahmen sie die bereits von den Kelten verbesserten Wege und bauten sie mit festen, gegen Witterungseinflüsse dauerhaften Straßenkörpern aus. Da diese Straße in erster Linie für marschierende Truppen, bestimmt waren, betrug ihre Breite etwa drei Meter. Als Heeresstraßen bevorzugten sie im Hinblick auf die Sicherheit der Truppen in geschlossenen Waldgebieten Höhen und Wasserscheiden. Steile Anstiege wurden dabei nicht gescheut.
Nach dem Abzug der Legionen verfiel das römische Straßensystem. Die mittelalterlichen Landstraßen waren nicht besser als unausgebaute Feldwege. Fremden war es verboten, von den Straßen abzuweichen, um ihnen die Möglichkeit zu nehmen, sich den Abgaben zu entziehen. Auch in Alsenborn wurde von den Reisenden schon früh ein Wegegeld erhoben. Weil die Fuhrleute, um den hohen Wegzoll zu sparen, vielfach über die Äcker um die Ortschaften herumfuhren, wurde im 17. Jahrhundert bei Alsenborn eine Zollstelle errichtet, an die heute noch Flurnamen wie „Zollstock“ und „Schlagbaum“ erinnern. 1662 teilte der Zöllner zu Alsenborn dem Rat der Stadt Lautern mit, dass die Straße von Mannheim über Frankenthal und Hertlingshausen nach Alsenborn und Kaiserslautern im Walde so schlecht sei, dass Fuhren nicht mehr passieren könnten. Daraufhin beschlossen die Lauterer Stadtväter, die Hindernisse „durch kundige Leute entfernen zu lassen“. Aber in der Regel waren die angrenzenden Herrschaften zufrieden, wenn ein Kaufmannswagen umstürzte, so gehörten ihnen nach dem so genannten Grundfuhrrecht die Waren.

### Schienenverkehr
Im Geschäftsbericht der seit 1849 zwischen der Rheinschanze bei Ludwigshafen am Rhein und Bexbach verkehrenden Pfälzischen Ludwigsbahn für die Jahre 1859/1860 wurde eine frühere Anregung wieder aufgegriffen und eine Bahnlinie von Kaiserslautern oder Hochspeyer über Winnweiler durch das Alsenztal nach Bad Kreuznach angeregt.
Das Vorhaben, das im Herbst des Jahres 1868 anlief, machte schnelle Fortschritte, zudem der Landerwerb für den Bahnkörper keinerlei Schwierigkeiten machte. Technisch gesehen, waren Höhendifferenzen zwischen Hochspeyer und der zu überwindenden Wasserscheide von 34 Meter und von hier bis Ebernburg von immerhin 183 Meter zu bewältigen. Die ganze Alsenztalstrecke war am 16. Mai 1871 verkehrstüchtig. Nächstgelegene Station war der Bahnhof Enkenbach.
Mit einer Eingabe von Carl von Gienanth aus dem Jahr 1865, die auf eine Projekt-Konzession für eine Schienenverbindung Grünstadt–Eisenberg–Dreisen abzielte, beginnt die Geschichte der Eistalbahn. Bereits 1867 sprach sich ein „Eistal-Komitee“ in einer Denkschrift für die Anlage einer Eisenbahnlinie von Grünstadt durch das Eistal nach Alsenborn–Enkenbach aus. Während von der Eistalbahn 1876 das Teilstück Grünstadt–Eisenberg eröffnet wurde, folgte der Lückenschluss nach Enkenbach erst 1932, womit Alsenborn auch einen Haltepunkt erhalten hatte. 1976 wurde der ÖPNV dort allerdings wieder eingestellt.

### Busverkehr
Alsenborn ist über die Buslinien 6501 und 6519 des Saar-Pfalz-Bus sowie die Buslinie 457 des Busverkehrs Rhein-Neckar an Kaiserslautern angebunden.

## Besonderheiten

### Kinounternehmen
Ende der 1920er und Anfang der 1930er Jahre konnte die Künstler-Familie Thys vom Sommervarieté allein nicht mehr leben. Als zusätzliche Verdienstquelle baute sie ein Wanderkino auf, das aber vor allem in Alsenborn spielte. Anfangs fanden die Vorführungen im Saal der Wirtschaft Halbgewachs statt. Als dieser den Sicherheitsvorschriften nicht mehr entsprach, erwog man den Umbau einer Wagenhalle in einen Lichtspielraum. Dieser Umbau fand dann doch nicht statt, und im Sommer ging die Familie Thys weiterhin mit ihrem Varieté auf Reisen.
Als Thys im Jahr 1937 von der Reichsfilmkammer, Fachgruppe Beiprogramm und Lichtspielstellen, Gaustelle Saarpfalz in Neustadt wegen zu seltener Vorführungen aus der Liste der Wanderkinovorführer gestrichen werden sollte, setzte sich die Gemeinde Alsenborn mit folgenden Worten für ihn ein:

„Thys genießt einen guten Ruf; es ist nichts Nachteiliges gegen ihn bekannt. In den Sommermonaten ernährt er sich zusammen mit seinen Kindern und deren Familien mit einem Wanderzirkus. Früher konnte Thys aus dem Verdienst im Sommer Ersparnisse für den Winter zurücklegen. Dies ist heute nicht mehr möglich, weil ein Wanderzirkus nur noch wenig Einnahmen erbringt. Seit längeren Jahren betreibt Thys deshalb im Winter ein Kino. Wenn ihm die Möglichkeit hierzu genommen wird, ist er ohne jeden Verdienst und Einkommen.“

Thys erhielt nach dieser Eingabe wieder eine Spielerlaubnis und spielte alle drei Wochen in der Alsenborner Turnhalle. Diese war in Gemeindeeigentum, hatte die notwendigen Einrichtungen und bot Platz für 400 Besucher. Da in der Nachkriegszeit keine geeigneten Säle mehr vorhanden waren und die Vorführapparate nicht mehr den geforderten Standards entsprachen, musste die Familie Thys den Kinobetrieb im Januar 1950 aufgeben.

### Die Lokomotivgeschichte
Der Alsenborner Akrobat Lorenz Schweitzer III. musste nach einem Unfall seinen Beruf aufgeben und beschaffte sich 1897 mit seinen Ersparnissen eines der ersten Bioskope. Er zog damit von Ort zu Ort und zeigte seine Filme. Bevor er Alsenborn verließ, gab er die erste Filmvorstellung in Alsenborn. Unter anderem zeigte er einen Film aus dem Eisenbahnerleben, in dem eine Lokomotive auf das Publikum zuraste. Bei dieser Szene brach Panik im Saal aus, und alle Zuschauer rannten auf die Ausgänge und Fenster zu. Draußen auf der Straße verschafften sie ihrem Ärger Luft und schimpften heftig auf Lorenz Schweitzer.

### SV Alsenborn

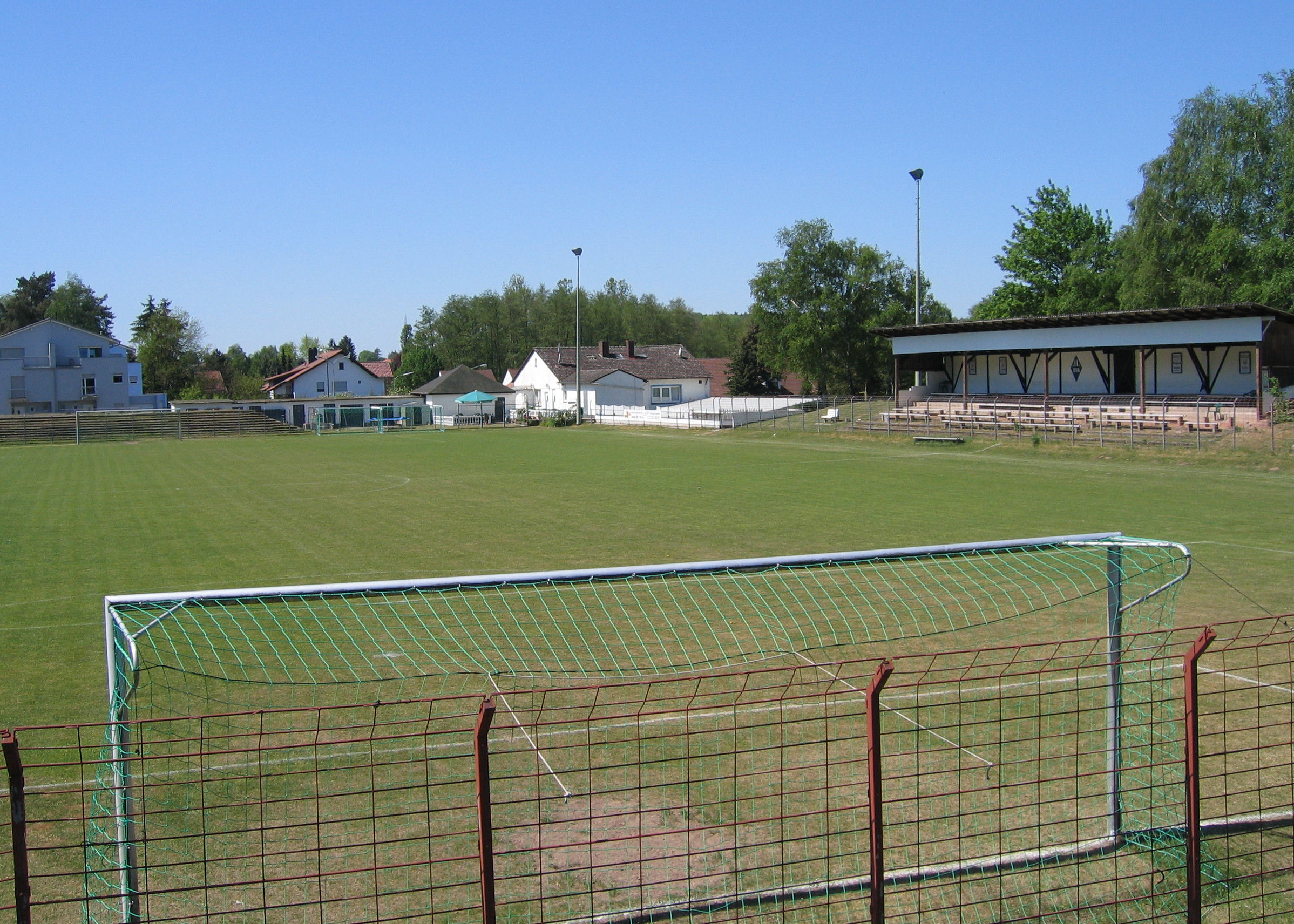
Gelände des SV Alsenborn

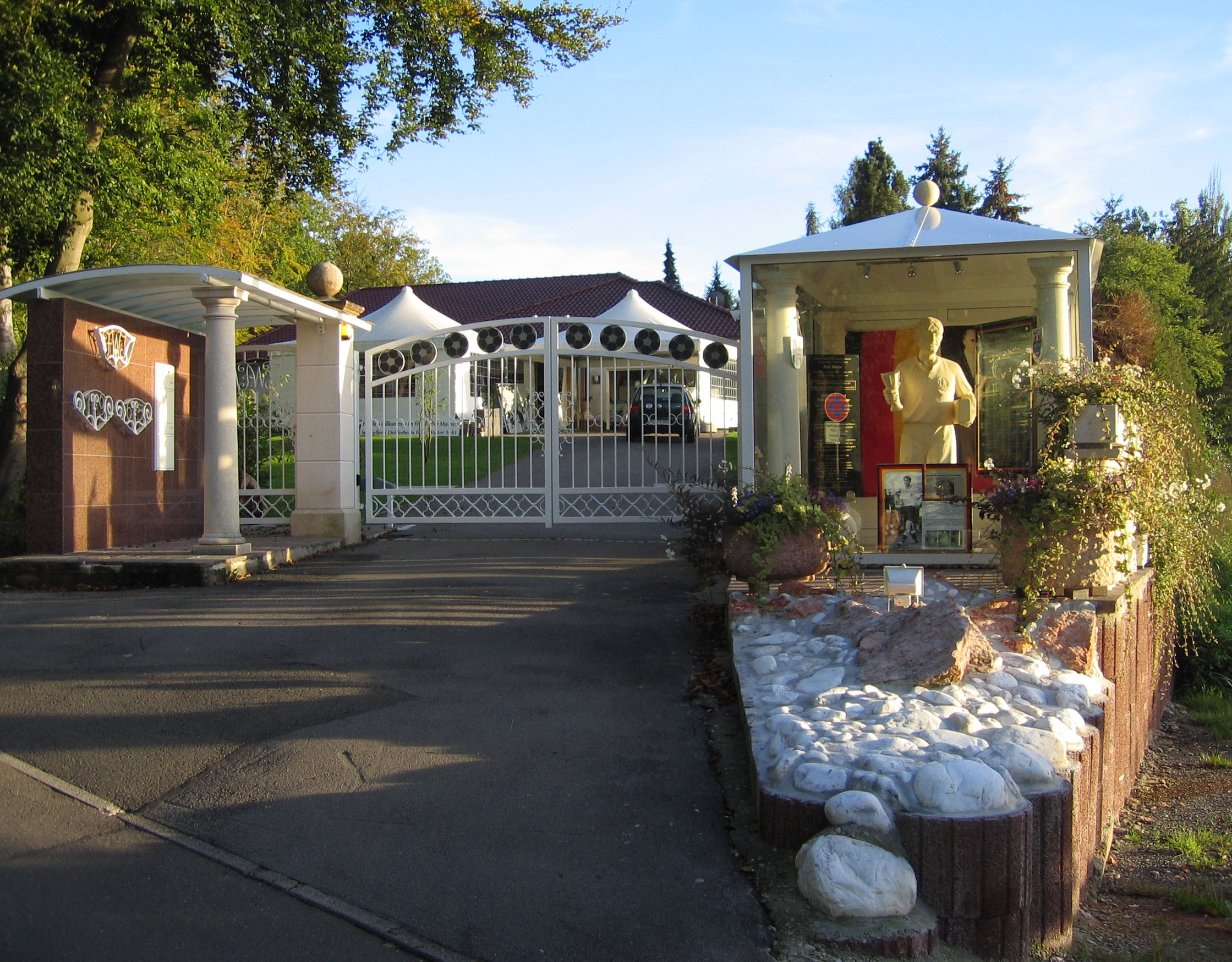
Fritz Walters ehemaliges Wohnhaus

Auf sportlich erfolgreiche Zeiten kann auch die Fußballmannschaft des SV Alsenborn zurückblicken, der in den 1960er Jahren nur knapp den Sprung in die höchste deutsche Spielklasse verpasste.
Vom Bauunternehmer Hannes Ruth, der früher beim 1. FC Kaiserslautern spielte, gesponsert und mit der Betreuung durch Fritz Walter, der ab 1965 seinen Wohnsitz in Alsenborn hatte, gelang dem Verein ein sensationeller Aufstieg. Präsident des Vereins war der Sanitätsrat Leopold Dietzel, der die Haushaltsführung übernahm. In seinem Buch Alsenborn – Aufstieg einer Dorfmannschaft berichtet Fritz Walter, dass die Idee, den Dorfverein aufzubauen, beim Europapokalfinale zwischen Real Madrid und Benfica Lissabon in Amsterdam entstand. Dies war der so genannte „Schwur von Amsterdam“. Drei Meisterspieler des 1. FC Kaiserslautern wechselten zum SV Alsenborn und eigene Talente entwickelten sich zu Spielern, die später bei anderen Vereinen in der 1. und 2. Bundesliga eingesetzt wurden. Die Fachwelt wurde auf den kleinen Dorfverein, der sogar früher als der 1. FC Kaiserslautern über eine Flutlichtanlage verfügte, aufmerksam.
Im dritten Jahr in der Regionalliga Südwest wurde der SV Alsenborn Südwest-Meister und erreichte 1967/68 und in den beiden darauffolgenden Jahren die Bundesligaaufstiegsrunde. Die Mannschaft, in der zu dieser Zeit nur noch ein gebürtiger Alsenborner mitspielte, belegte in ihrer Gruppe jeweils einen guten Mittelplatz. Die Aufstiegsspiele im Berliner Olympiastadion vor 80.000 Zuschauern waren Höhepunkte im Alsenborner Fußballleben. Der Ort wurde durch die Sportberichterstattung bekannt, und die Leistung des kleinen Ortsvereins erregte bundesweit Aufsehen. Doch nach drei Jahren Aufstiegsspiele ging der Elan im Jahr 1970 verloren und der SV Alsenborn verkaufte insgesamt 31 Spieler an Vereine wie den FC Bayern München, den 1. FC Kaiserslautern, den 1. FC Nürnberg, an Borussia Mönchengladbach und den FC Schalke 04.
Als im Jahr 1974 die Zweite Bundesliga eingeführt wurde, erfüllte der SV Alsenborn die sportliche Qualifikation zum Aufstieg. Als dieser wegen des zu kleinen Stadions verweigert wurde, begann der sportliche Abstieg. Damals stieg der 1. FC Saarbrücken auf, und es halten sich Gerüchte, dass dabei nicht alles fair zugegangen sei. Der SV Alsenborn hatte sein Stadion für 15.000 Zuschauer ausgebaut, musste nun bereits getätigte Spielereinkäufe rückgängig machen und stand vor großen finanziellen Problemen. Dem 1. FC Saarbrücken wurde allerdings einige Jahre später aus wirtschaftlichen Gründen die Lizenz entzogen. Ab der Saison 1990/91 spielte der SV Alsenborn in der Kreisliga Kaiserslautern bzw. in der A- oder B-Klasse mit Spielern, die wieder weitgehend aus Alsenborn kamen.